# Neopsis magna
Neopsis magna är en insektsart som beskrevs av Hamilton 1983. Neopsis magna ingår i släktet Neopsis och familjen dvärgstritar. Inga underarter finns listade i Catalogue of Life.